# 交野市立交野みらい学園
交野市立交野みらい学園（かたのしりつかたのみらいがくえん）は、大阪府交野市私部一丁目にある小中一貫校。略称はみらい学園。

## 概要
交野市の少子化を理由に当時の交野市長である黒田実が小中学校の統廃合計画を掲げて交野小学校・長宝寺小学校・第一中学校を統廃合してできた学校である。交野市は、適正な学校規模を12学級以上24学級以下と決めたが長宝寺小学校は6学級(各学年1学級)であり、統廃合を推進した。
統廃合にあたり、2022年（令和4年）に交野小学校と長宝寺小学校を統合し校名を交野みらい小学校とした。交野小学校は老朽化の観点で統合後すぐに解体となり交野小学校に通っていた生徒は旧長宝寺小学校敷地に開校した交野みらい小学校に通うこととなった。交野小学校の跡地に交野みらい学園を建設し、2025年4月に交野みらい小学校と交野市立第一中学校を統合し、交野みらい学園が開校した。
2020年から2021年にかけて校名・校章・校歌・制服デザインを交野市民の公募で募集された。またこの公募は交野小学校・ 長宝寺小学校・第一中学校の校舎内でも募集され、この3校に通っていた在校生から選ばれた人も存在する。選ばれた人は交野小学校・長宝寺小学校の併合校である交野みらい小学校開校直前の2022年3月29日に交野市役所で表彰式が行われた。
校名は交野のみらいのこどもが元気に育って欲しいという由来がある。

## 沿革
- 2025年4月 - 交野市立交野みらい学園として開校

## 交通
京阪交野線交野市駅から東へ徒歩14分。

## 通学区域
私部1丁目～私部8丁目、私部西1丁目から私部西4丁目、私部西5丁目1番～20番、私部南1丁目～私部南4丁目、青山1丁目～青山5丁目、向井田1丁目～向井田3丁目、梅が枝
郡津1丁目1番～3番・37番～43番は前身の長宝寺小学校および交野みらい小学校時代は通学区域に含まれていたが交野みらい学園が開校する2025年4月に郡津小学校の通学区域に変更された。